# Charles-Jules Guiguer de Prangins
Charles-Jules Guiguer de Prangins, né à Prangins (VD) (Suisse) le 26 août 1780 et mort à Lausanne (VD) (Suisse) le 7 juillet 1840, est un militaire et une personnalité politique suisse.

## Biographie
Fils de Louis-François, baron de Prangins (également militaire), et de Mathilda Cleveland, il suit ses études secondaires en Suisse, puis étudie les sciences humaines aux universités de Leipzig et Göttingen.
En 1798, il s'engage à la première demi-brigade helvétique attachée à l'armée française, dans les troupes du général français Brune. Il est nommé capitaine et sert en 1799 sous le général André Masséna lors des deux batailles de Zurich. Chef d'escadron dans les hussards helvétiques en 1802, il commande un bataillon l'année suivante. Nommé colonel de l'armée suisse créée en 1805 après l'Acte de Médiation, il a la responsabilité de la défense d'une partie des Grisons en 1805. En 1809, il retourne aux Grisons à la tête de la deuxième brigade d'observation. En 1813, après la défaite de Napoléon à Leipzig, il est envoyé sur le Rhin pour défendre Eglisau à la tête d'une brigade comprenant deux bataillons vaudois. Après avoir vendu son domaine de Prangins à Joseph Bonaparte en 1814, il commande l'armée les troupes vaudoises envoyées à Genève pour officialiser l'entrée du nouveau canton dans la confédération. Il commande en 1815 une brigade lors de la campagne de Franche-Comté. En 1817, il reçoit, par le gouvernement de Louis XVIII, le grade honorifique de colonel français des gardes suisses ; l'année suivante, il est nommé chevalier de l'Institution du Mérite militaire au service de la France,.
Charles-Jules Guiguer de Prangins épouse en 1805 Marie-Françoise Hazard, de Londres. Le couple aura six enfants. Il est nommé bourgeois d'honneur de Prangins en 1806. Élu au Grand Conseil dès 1814, puis conseiller d'État du canton de Vaud de 1827 à 1830, il prend part à la révision constitutionnelle de 1830. 
À la suite du licenciement des régiments suisses par la France en 1830, il quitte la vie politique pour être nommé commissaire fédéral, puis général de l'Armée suisse par la Diète fédérale lors de l'hésitation de 1830. Inspecteur des milices vaudoises jusqu'en 1834, il est à nouveau nommé général en 1838 à la suite des menaces de la France qui demande l'extradition de Suisse de Louis-Napoléon Bonaparte.
Après une courte maladie, Charles-Jules Guiguer de Prangins décède le 5 février 1840 à Lausanne.

## Hommages
Lausanne possède un chemin Général-Guiguer-de-Prangins (entre le chemin de la Vallombreuse et le chemin Chantegrive), sur décision municipale de 1932. Le village de Prangins a également son Avenue du Général Guiguer, qui borde le Château de Prangins.

### Sources
- (nl) Cet article est partiellement ou en totalité issu de l’article de Wikipédia en néerlandais intitulé « Charles-Jules Guiguer de Prangins » (voir la liste des auteurs).
- Maurice Meylan, « Charles-Jules Guiguer de Prangins » dans le Dictionnaire historique de la Suisse en ligne.
- « Charles-Jules Guiguer de Prangins », sur la base de données des personnalités vaudoises sur la plateforme « Patrinum » de la Bibliothèque cantonale et universitaire de Lausanne.
- photographie Bühlmann, à Thoune, Lausanne Patrie suisse, 1907, no 350, p. 44.